# Opel Adam
Opel Adam je model auta navržené a vyrobené německým výrobcem automobilů Opel. Je pojmenované podle zakladatele společnosti Opel. Model je vyráběn ve třech různých provedeních s širokou nabídkou barev exteriéru, interiéru a různých provedení dekorů.

## Montážní závody
- Bochum, Německo
- Rayong, Thajsko
- São José dos Campos, Brazílie

## Modely
- Adam Jam
- Adam Slam
- Adam Glam
- Adam S

## Parametry
- Poloměr otáčení 10,17-11,6mm / 9,8-10,74mm
- Šířka mezi podběhy kol 954mm

Zavazadlový prostor
- Výška celková 544mm
- Výška s krytem 808mm
- Ložná délka 1041mm